# De Bijenkorf
De Bijenkorf er en kæde af stormagasiner i Holland med sin største butik på de Dam i Amsterdam.
De Bijenkorf blev grundlagt i 1870 som en mindre forretning langs Nieuwendijk og fører mange kvalitetsmærker indenfor tøj til mænd, kvinder, tilbehør, skønhed og udstyr til hjemmet. Navnet betyer "bikuben". De Bijenkorf har 12 forretninger over hele landet og en outlet-butik.
Kæden ejes af Maxeda (tidligere kendt som VendexKBB), som også ejer stormagasinet Vroom & Dreesmann og indtil juni 2007, HEMA.